# Manthoc
Die Organisation Manthoc (spanisch Movimiento de Adolescentes y Niños Trabajadores Hijos de Obreros Cristianos für „Bewegung der arbeitenden Kinder und Jugendlichen, Söhne und Töchter von christlichen Arbeitern“) wurde im Jahre 1976 in Lima (Peru) gegründet. Es handelt sich um eine gewerkschaftsähnliche Vereinigung, die sich für die Rechte arbeitender Kinder und Jugendlicher einsetzt. Bei Manthoc treten die Kinder selbst für ihre Rechte ein. Sie agieren protagonistisch und werden von Erwachsenen nur begleitet. Auf diese Weise sollen sich die Kinder und Jugendlichen zu aktiven Bürgern ihres Landes entwickeln und zu dessen positiver Veränderung beitragen.
Manthoc ist inzwischen in ganz Peru aktiv. Nach eigenen Angaben sind ca. 4000 Kinder in diese Nichtregierungsorganisation involviert. In Lima und Cajamarca (im Norden Perus) gibt es eigene Schulen für Kinderarbeiter. In speziellen Werkstätten und Bäckereien wird Kindern und Jugendlichen die Möglichkeit gegeben, eine würdige Arbeit zu verrichten und nebenher die Schule zu besuchen.
Manthoc steht der UNICEF und ihrem Standpunkt, Kinderarbeit müsse per Gesetz bekämpft werden, äußerst kritisch gegenüber. Die Wirkung eines solchen Gesetzes sei kontraproduktiv, solange die ökonomischen und kulturellen Voraussetzungen nicht gegeben sind. Ein Verbot der Kinderarbeit führe nur zu einer Kriminalisierung der arbeitenden Kinder und auf diesem Wege zu einer Verschlechterung ihrer Arbeitsbedingungen. Viel realistischer sei es, dafür einzutreten, dass jedes Kind eine würdige Arbeit verrichten kann.